# مییوسکا
مییوسکا (به صربی: Mijoska) یک منطقهٔ مسکونی در صربستان است که در پریژپولجه واقع شده‌است. مییوسکا ۷۵۰ نفر جمعیت دارد.